# Randia gentryi
Randia gentryi är en måreväxtart som beskrevs av John Duncan Dwyer. Randia gentryi ingår i släktet Randia och familjen måreväxter. Inga underarter finns listade i Catalogue of Life.